# Torbda nigromaculata
Torbda nigromaculata là một loài tò vò trong họ Ichneumonidae.